# NGC 4575
NGC 4575 est une galaxie spirale barrée située dans la constellation du Centaure. Sa vitesse par rapport au fond diffus cosmologique est de 3 257 ± 21 km/s, ce qui correspond à une distance de Hubble de 48,0 ± 3,4 Mpc (∼157 millions d'al). Cette galaxie a été découverte par l'astronome britannique John Herschel en 1834.
NGC 4575 est une galaxie lumineuse dans l'infrarouge (LIRG). Elle présente aussi une large raie HI et elle renferme également des régions d'hydrogène ionisé. La luminosité de la galaxie NGC 4575 dans l'infrarouge lointain (de 40 à 400 µm)  est égale à 7,08 × 1010 {\displaystyle L_{\odot }} (1010,85{\displaystyle L_{\odot }}) et sa luminosité totale dans l'infrarouge (de 8 à 1 000 µm) est de 9,12 × 1010 {\displaystyle L_{\odot }} (1010,96{\displaystyle L_{\odot }}).
À ce jour, neuf mesures non basées sur le décalage vers le rouge (redshift) donnent une distance de 32,011 ± 6,744 Mpc (∼104 millions d'al), ce qui est à l'extérieur des valeurs de la distance de Hubble.